# Heinz Giebeler

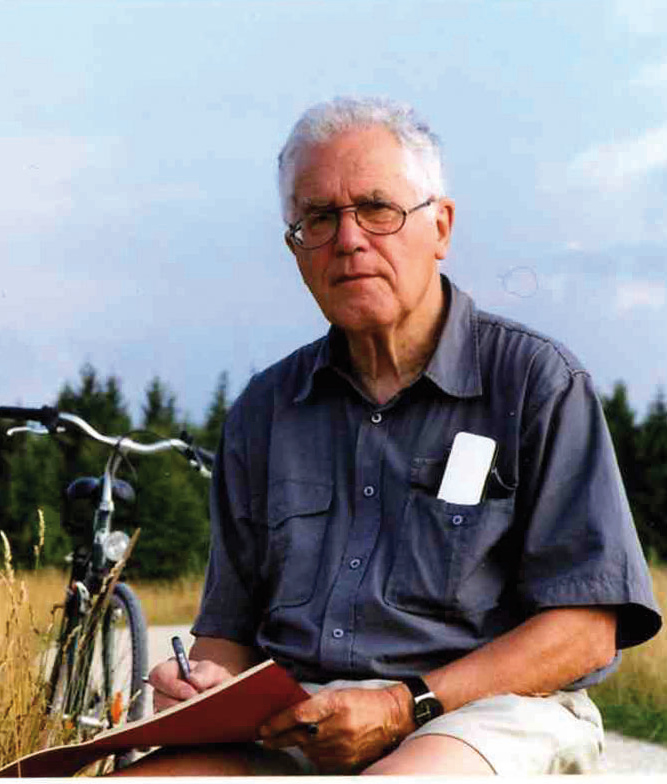
Heinz Giebeler

Heinz Giebeler (* 29. November 1927 in Schaffhausen; † 9. September 2004 in Metzingen) war ein deutscher Grafiker, Illustrator und Karikaturist.

## Leben und Wirken
Giebeler wurde 1927 als Sohn des Dentisten Willy Giebeler und dessen Ehefrau Frida (geborene Winkler) geboren und wuchs in Altenburg im Kreis Waldshut auf. Als Schüler der NS-Ordensburg in Sonthofen meldete er sich im Alter von 16 Jahren im Volkssturm 1944 „freiwillig“ und wurde bei seinem ersten Kriegseinsatz verletzt. Bis Kriegsende verblieb er in englischer Gefangenschaft im Kloster Loccum, das damals als Lazarett diente.
Von 1949 bis 1952 studierte er Malerei an der Kunstakademie Düsseldorf bei Otto Pankok und Ewald Mataré. Nach dem Studium zog er mit seinen Eltern und seinem jüngeren Bruder Gerold nach Stuttgart und arbeitete dort in einer Werbeagentur. In diese Zeit fielen auch die ersten Veröffentlichungen seiner Karikaturen als Illustrator, u. a. in der schweizerischen Satirezeitschrift Nebelspalter.
Ab 1956 war er freiberuflich tätig für verschiedene Verlage, für Auftraggeber aus der Industrie, sowie der Evangelische Kirche u. a. tätig. Für verschiedene kirchliche Einrichtungen und Werke gestaltete er Werbung und wurde in zunehmendem Maß Illustrator für Jugendzeitschriften und Herausgeber volksmissionarischer Schriften.
Im Jahr 1979 zog er nach Metzingen um, wo er sich ehrenamtlich u. a. als Kirchengemeinderat in der Evangelischen Friedenskirchengemeinde und im Arbeitskreis der Evangelischen Familienbildungsarbeit Metzingen (fba) engagierte.
Giebeler entwarf für eine Einrichtung des Evangelischen Diakonissenrings in Metzingen die Gestaltung von vier im Jahr 2010 installierten Glasfenstern, die „Gottes Geschichte mit den Menschen zeigen will, sein Eingreifen in die Schöpfung und in unser Leben“.
Heinz Giebeler war ab 1963 mit Renate Giebeler geb. Kappner verheiratet. Das Paar hatte drei Kinder. 1992 verstarb seine Ehefrau. 1993 heiratete er in zweiter Ehe Heide Schnorr von Carolsfeld. Eine ALS-Erkrankung (Amyotrophe Lateralsklerose) führte zu immer mehr Lähmungen des ganzen Körpers. Giebeler starb 2004 in Metzingen.

## Werbung in der Kirche
Konsequent wandte er seine Erfahrungen aus der Industrie auf seine Kunden in der Kirche an. Große Werbeaktionen, wie beispielsweise für den „Gemeindetag unter dem Wort“, waren zeitweise in ganz Deutschland plakatiert. Andere Auftraggeber aus diesem Bereich waren u. a. der Evangelische Werbedienst und „Kirche im Grünen“.

## Werke

### Illustrationen
Die Gestaltung von Buchtiteln und Illustrationen war Inhalt vieler Aufträge von Verlagen.
- mit Johannes Hansen (Text): Anders geht es besser: Bilderbuch d. Schuld. Verl. Junge Gemeinde, Stuttgart 1967.
- mit Jörg Zink (Text): Die letzten sieben Tage der Erde. Plakattext für Brot für die Welt, Stuttgart 1973.[2]
- Amt für missionarische Dienste der Evangelischen Landeskirche Württemberg und Deutsche Bibelgesellschaft (Hrsg.): Die große Einladung (Miniaturbroschur-Reihe; 40 Hefte), 1982 bis 2003.[3]
- mit Ulrich Patzany: Tychikus und die Antwort von oben, Aussaat Verlag, 1984

### Biblische Geschichten
Das Erzählen von Geschichten aus der Bibel in Bildern war ein häufiges Thema seiner Arbeiten. Einige Motive, wie das Gleichnis von dem verlorenen Schaf, hat er verschiedene Male in unterschiedlichen Techniken gezeichnet.
- Vom Suchen und Finden. Dt. Bibelgesellschaft, Stuttgart 1991, ISBN 978-3-438-04352-8.
- mit Hannelore Jahr (Text): Der Heiland wird geboren. Deutsche. Bibelgesellschaft, Stuttgart 1993, ISBN 978-3-438-04353-5.
- mit Hannelore Jahr (Text): Auferstanden. Deutsche Bibelgesellschaft, Stuttgart 1994, ISBN 978-3-438-04354-2.
- Menschen begegnen Jesus. Bildergeschichten aus der Bibel. Deutsche Bibelgesellschaft, Stuttgart 1991, ISBN 3-438-04351-3.

### Kunst in der Kirche
Als engagiertes Mitglied in der Kirche hat er an der Gestaltung von kirchlichen Räumen beigetragen. Die Gestaltung der Glasfenster im Metzinger Altenzentrum und von vier Paramenten für die Metzinger Friedenskirchengemeinde sind Beispiele dafür.

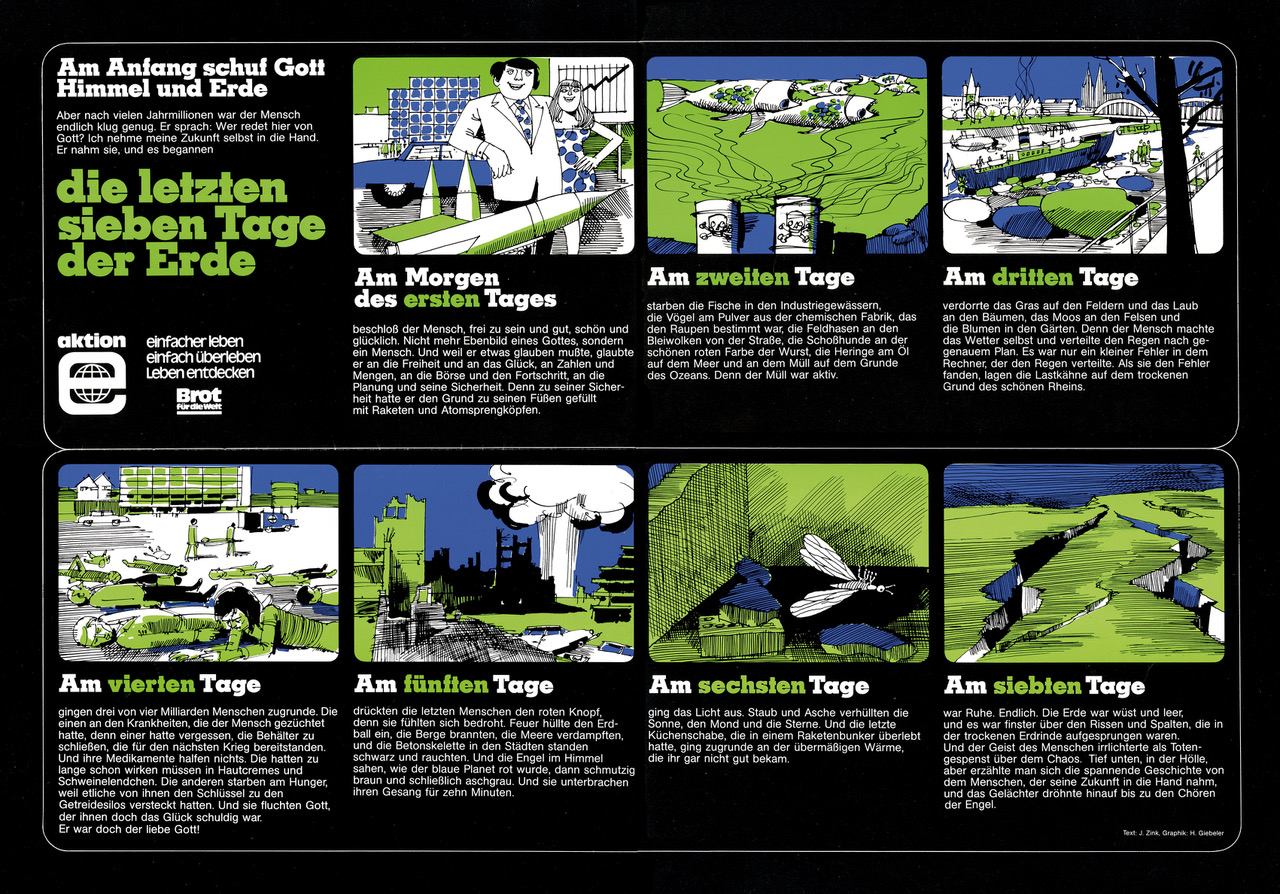
Die letzten sieben Tage der Erde
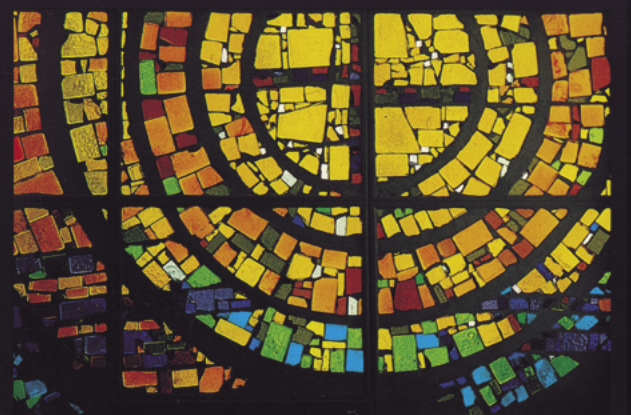
Glasfenster im Metzinger Altenzentrum
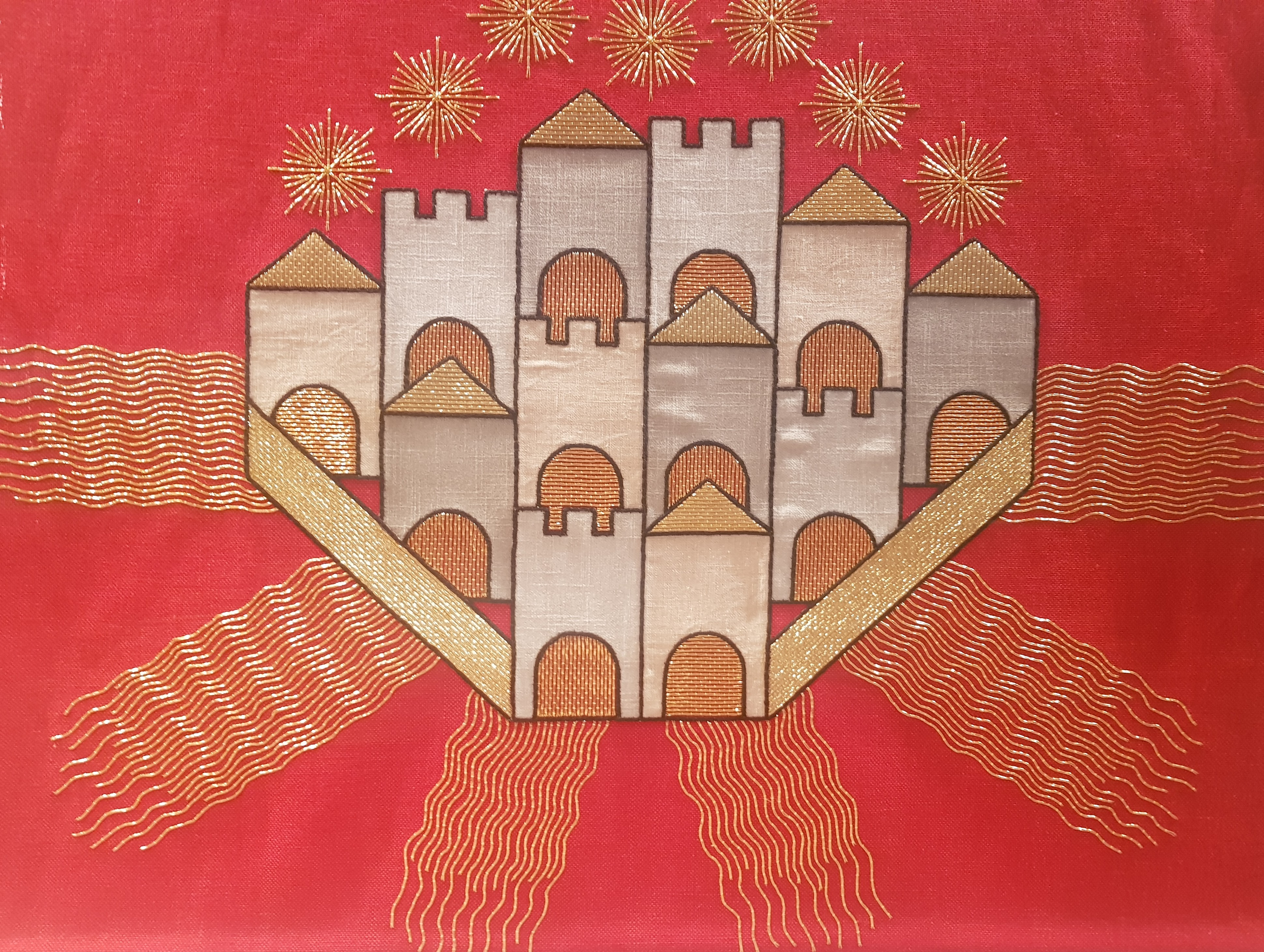
Parament "Neues Jerusalem"
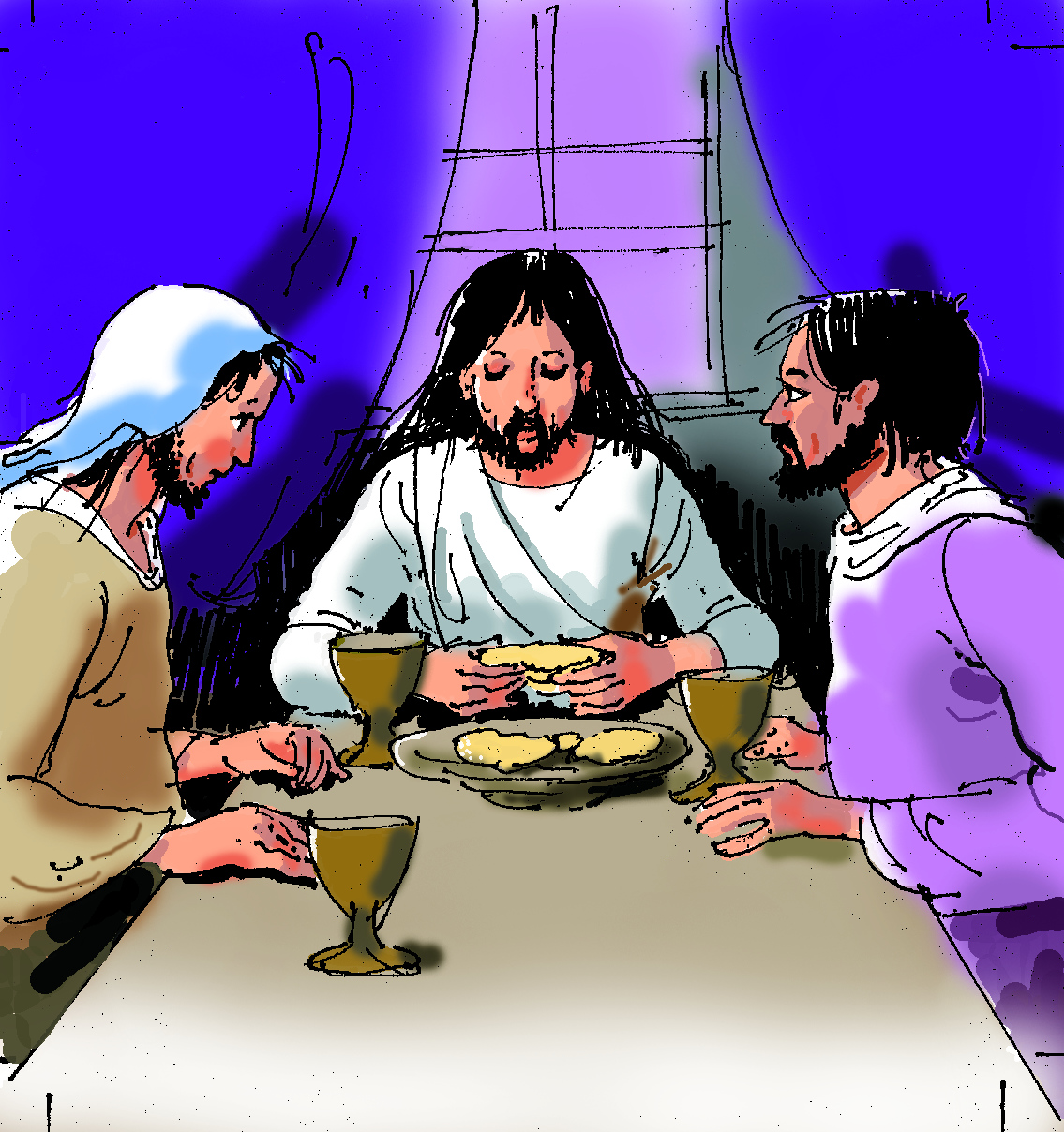
Emmaus: Jesus teilt das Brot
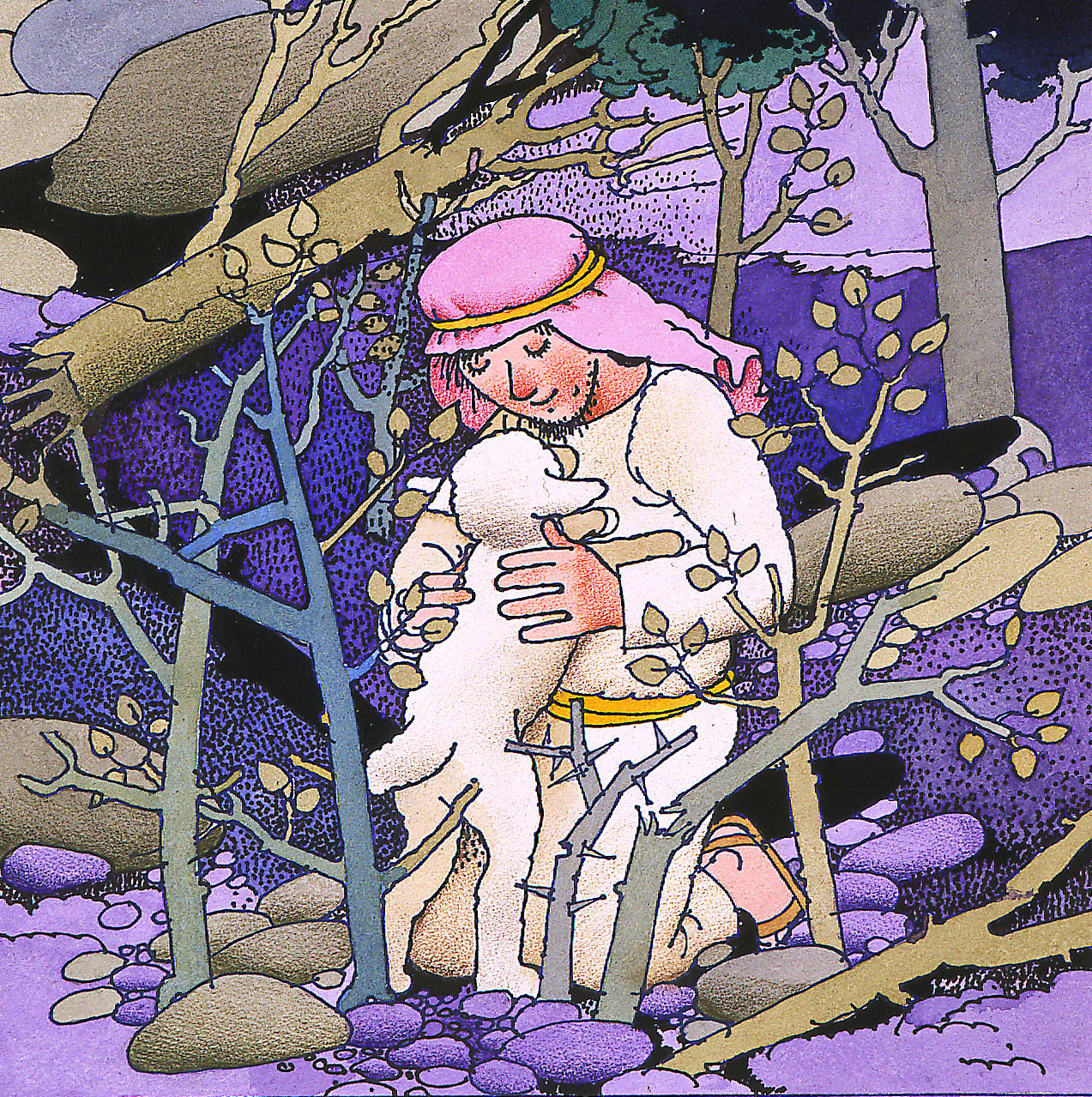
Das Verlorene Schaf
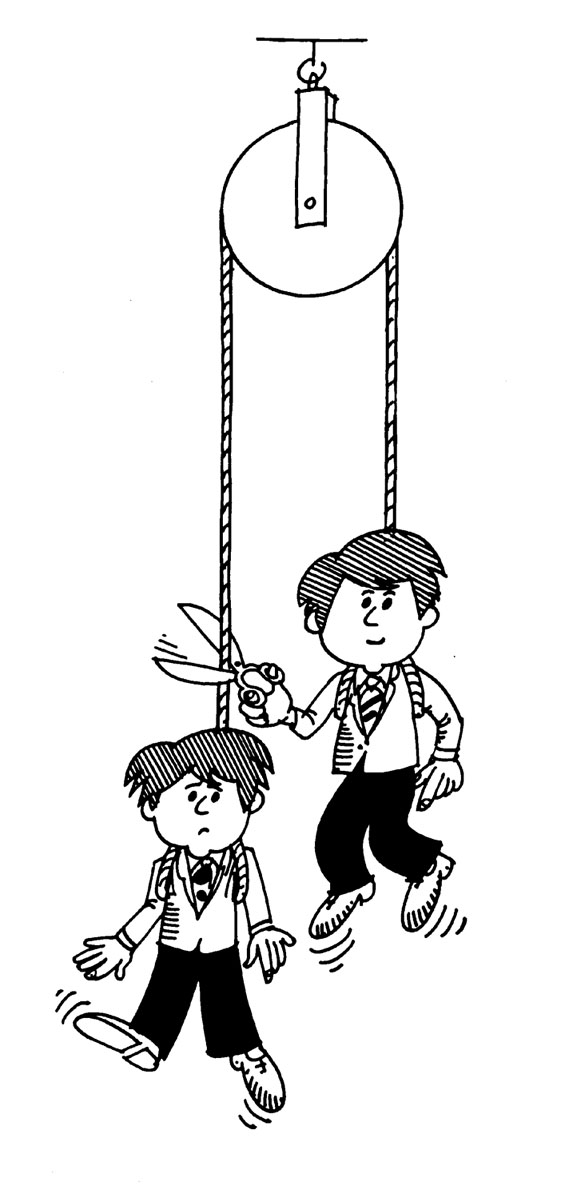
Im Gleichgewicht
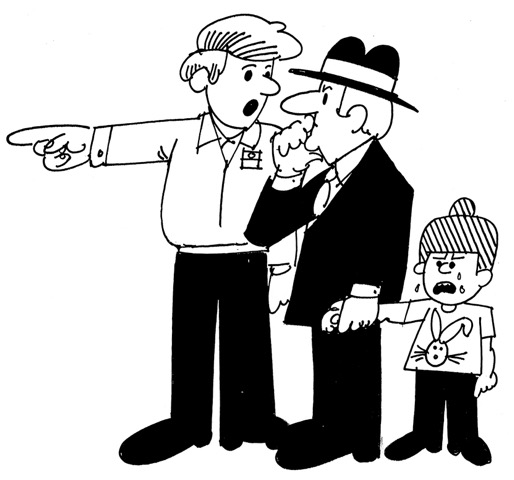
Mann mit verlorengegangenem Jungen
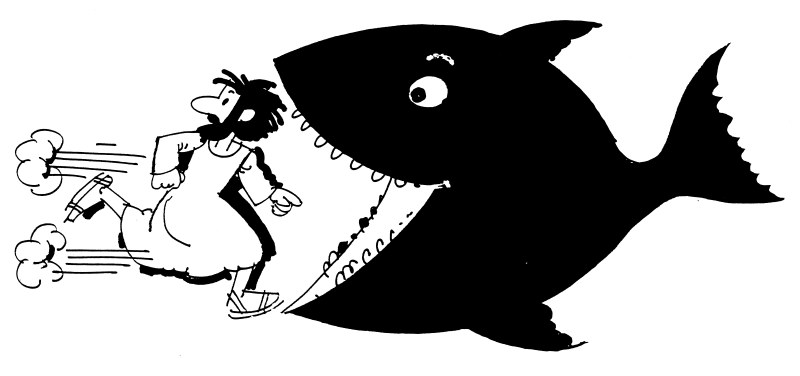
Jona und der Fisch
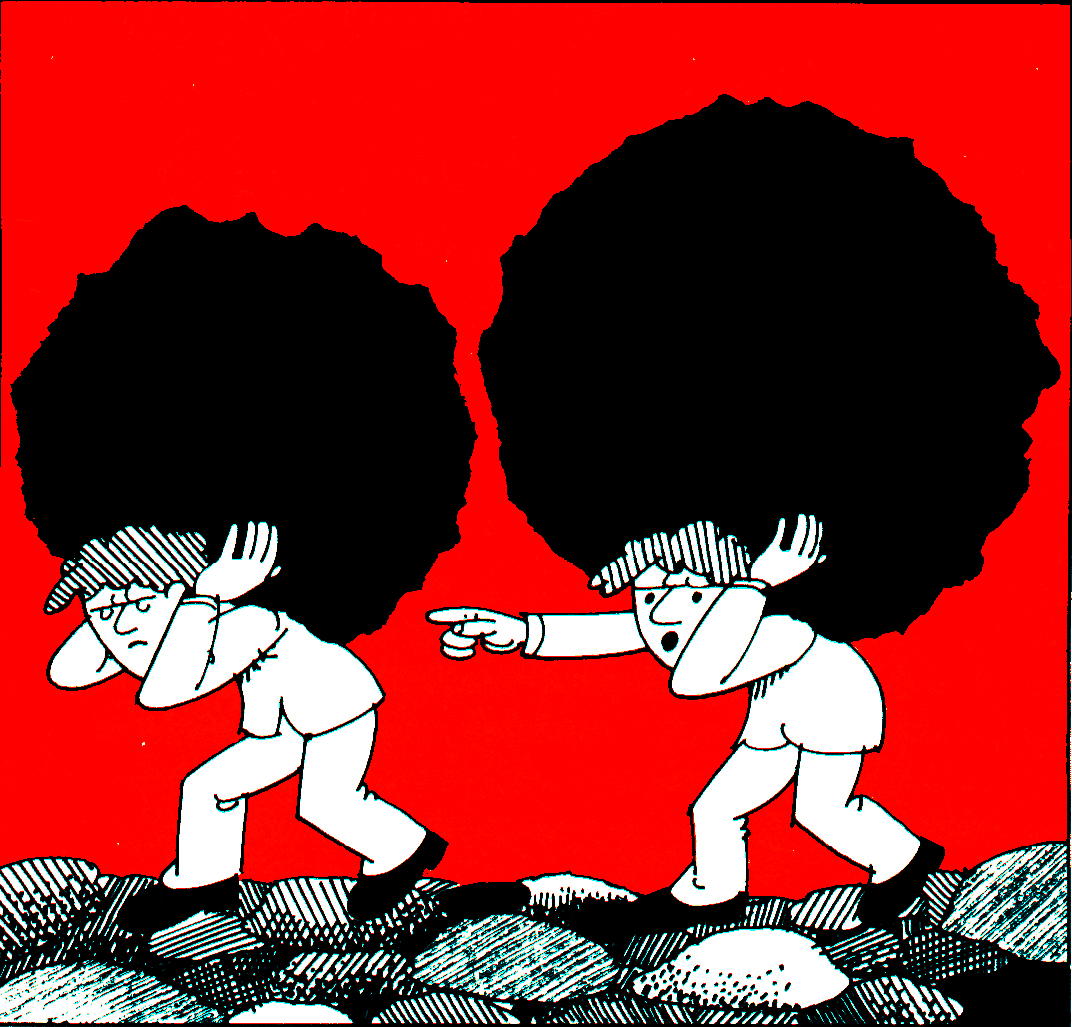
Aus dem Bilderbuch der Schuld: Meine Schuld, deine Schuld